# Dilobocondyla
Dilobocondyla is een geslacht van vliesvleugelige insecten van de familie Mieren (Formicidae).

## Soorten
- D. bangalorica Varghese, 2006
- D. borneensis Wheeler, W.M., 1916
- D. cataulacoidea (Stitz, 1911)
- D. chapmani Wheeler, W.M., 1924
- D. didita (Walker, 1859)
- D. eguchii Bharti & Kumar, 2013
- D. fouqueti Santschi, 1910
- D. fulva Viehmeyer, 1916
- D. gaoyureni Bharti & Kumar, 2013
- D. gasteroreticulatus Bharti & Kumar, 2013
- D. karnyi Wheeler, W.M., 1924
- D. propotriangulatus Bharti & Kumar, 2013
- D. sebesiana Wheeler, W.M., 1924
- D. selebensis (Emery, 1898)
- D. yamanei Bharti & Kumar, 2013